# Francesco Marchetti Selvaggiani
Francesco Marchetti Selvaggiani (Roma, 1 de outubro de 1871 — 13 de janeiro de 1951) foi um cardeal e diplomata italiano, Decano do Colégio dos Cardeais.

## Biografia
Estudou filosofia e teologia no Almo Collegio Capranica, em Roma. Foi colega de classe de Eugenio Pacelli na Pontifícia Universidade Gregoriana.
Foi ordenado padre em 4 de abril de 1896, por Francesco di Paola Cassetta. Representante confidencial da Santa Sé, em Berna, Suíça, entre 1915 e 1918, para a assistência aos feridos e os prisioneiros de guerra durante a Primeira Guerra Mundial. Engajou-se em conversas com Bernardo, o príncipe von Bülow, ex-chanceler imperial alemão, em Lucerna, em novembro de 1915, a fim de elaborar propostas de paz que o papa pudesse apresentar à Tríplice Entente. Em 1917, foi feito protonotário apostólico.
Em 1918, foi nomeado internúncio apostólico para a Venezuela, sendo consagrado arcebispo-titular de Seleucia in Isauria em 14 de abril pelo cardeal Pietro Gasparri. Em 1920, é enviado como núncio para a Áustria. Em 1929, foi o enviado papal para a cerimônia de coroação do imperador etíope Haile Selassie.
Em 30 de junho de 1930 foi criado cardeal pelo Papa Pio XI com o título de Santa Maria Nova, recebendo o barrete cardinalício em 3 de julho. Em 1931, é nomeado Cardeal Vigário de Roma e arcipreste da Arquibasílica de São João de Latrão. Em 1936, é elevado a ordem de cardeal-bispo de Frascati. Participou do Conclave de 1939, que elegeu o Papa Pio XII. Em 1948, assume a Sé Suburbicária de Óstia e torna-se Deão do Sacro Colégio dos Cardeais.
Faleceu vítima de uma trombose cerebral, em Roma, em 13 de janeiro de 1951, estando sepultado no cemitério Campo di Verano.